# (215) Oenone
(215) Oenone – planetoida z pasa głównego asteroid okrążająca Słońce w ciągu 4 lat i 221 dni w średniej odległości 2,76 j.a. Została odkryta 7 kwietnia 1880 roku w Berlińskim Obserwatorium przez Viktora Knorre. Nazwa planetoidy pochodzi od Ojnone, frygijskiej nimfy w mitologii greckiej.